# Anthicus biguttulus
Anthicus biguttulus är en skalbaggsart som beskrevs av Leconte 1851. Anthicus biguttulus ingår i släktet Anthicus och familjen kvickbaggar. Inga underarter finns listade i Catalogue of Life.